# Villages du Lac de Paladru
Villages du Lac de Paladru est, depuis le 1er janvier 2017, une commune nouvelle française née de la fusion de la commune du Pin et de celle de Paladru. Elle est située dans le département de l'Isère, en région Auvergne-Rhône-Alpes.
La commune est située dans la communauté d'agglomération du Pays Voironnais et n'a pas publié de gentilé officiel, à la date du 1er juillet 2018. Sa mairie est celle de l'ancienne commune de Paladru.

## Géographie

### Localisation et description
Les distances orthodromiques entre la commune et les principales villes françaises sont de 449 km pour Paris, 35 km pour Grenoble, préfecture du Département de l'Isère, et 64 km pour Lyon, préfecture de la région Auvergne-Rhône-Alpes.
La commune nouvelle qui regroupe les territoires des anciennes communes du Pin et de Paladru, se situe également au nord et au nord-ouest du Lac de Paladru, dans la région naturelle des Terres froides.
Le territoire de la commune est limitrophe de ceux de neuf communes.
| Saint-Ondras / Valencogne | Charancieu / La Batie-Divisin | Montferrat |
| Val-de-Virieu             | Villages du Lac de Paladru    | Bilieu     |
| Oyeu                      | Charavines                    |            |

### Géologie et relief

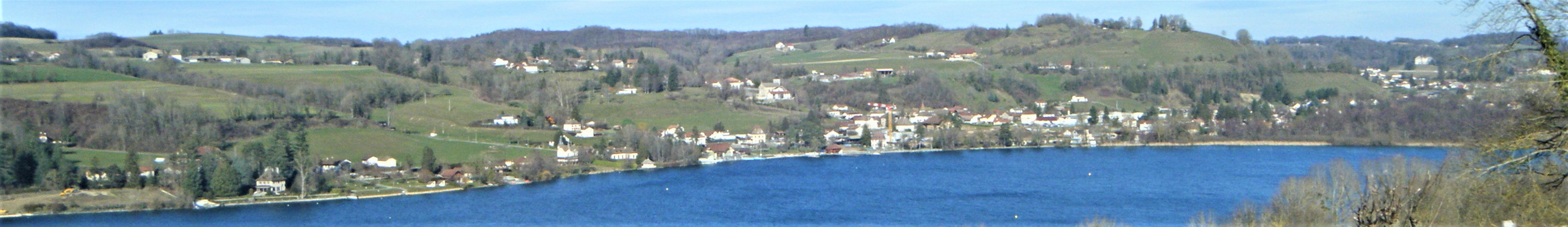
Panorama de la partie nord-ouest du lac de Paladru

La commune nouvelle se situe aux abords immédiats du lac de Paladru (au nord-ouest de celui-ci) dont elle héberge une grande partie de la superficie.
Ce bassin lacustre est le produit du surcreusement par le glacier du Rhône sur un dépôt Miocène à dominance calcaire du Bas-Dauphiné. Lors du retrait au moment du réchauffement würmien, il y a 12 000 ans, le barrage morainique du Guillermet a formé le lac. Cette origine est perceptible par la présence, au sommet des collines environnantes, de blocs erratiques, arrachés aux sommets des Alpes et abandonnés à des altitudes de 800 m lors du retrait du glacier.

### Hydrographie

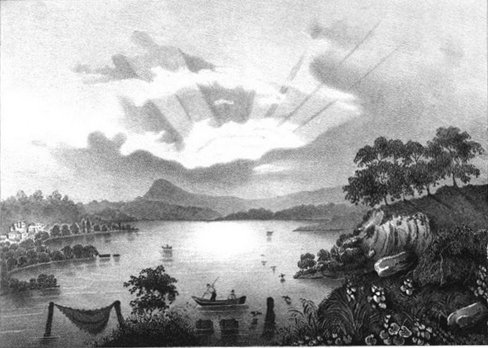
Le lac de Paladru au XIXe siècle, illustré par Alexandre Debelle (1805-1897).

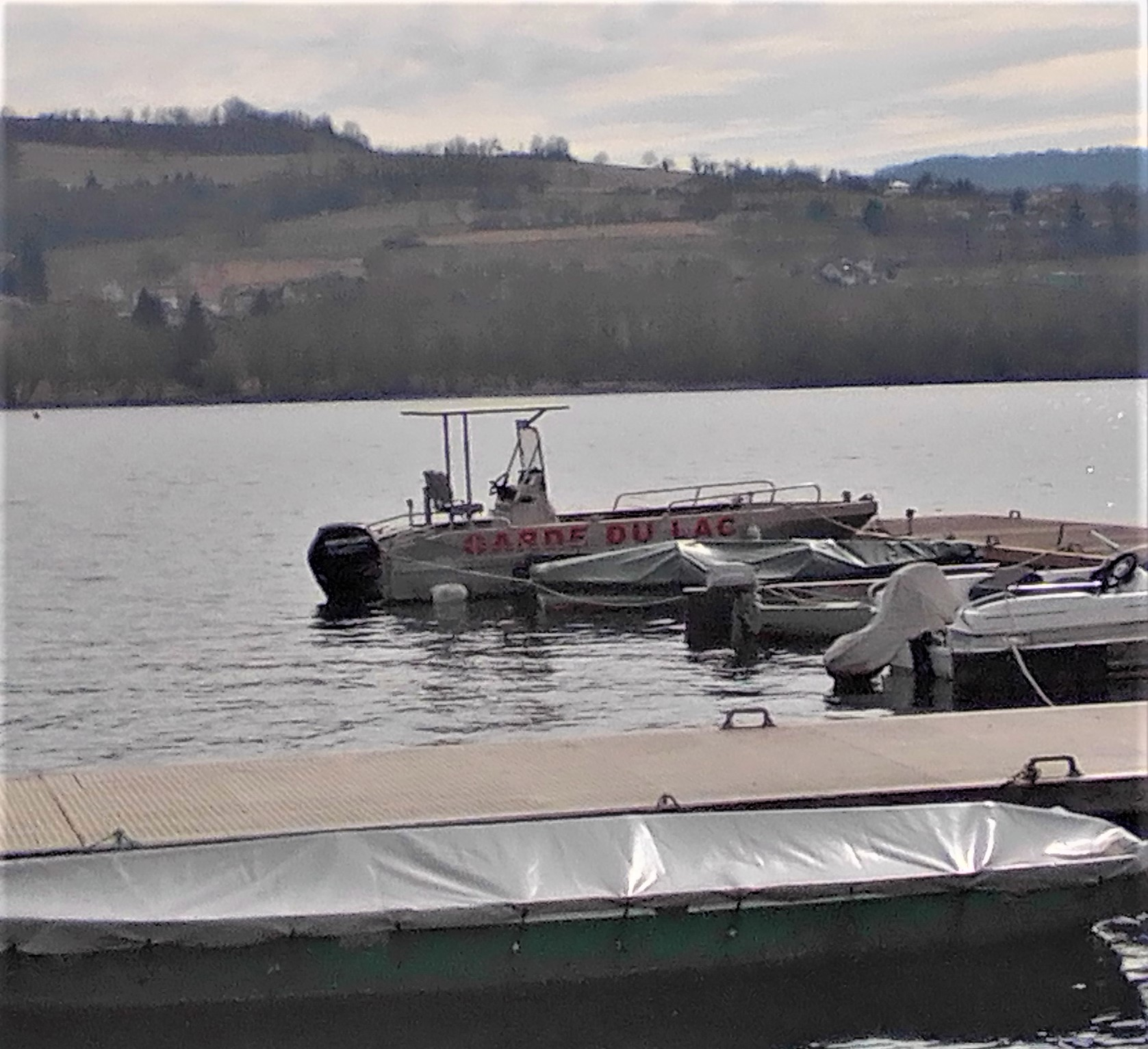
Embarcation de surveillance du lac de Paladru en mars 2022

#### Cours d'eau
Les principaux cours d'eau sont :
- le Courbon, ruisseau d'une longueur 3,7 km prend sa source dans la commune voisine de Montferrat puis rejoint le lac dans l'ancienne commune de Paladru[1] ;
- le Surand, également connu sous le nom de Chantabot, ou de ruisseau des Marais, du côté de l'ancienne commune du Pin est un émissaire de l'étang du Vivier, plan d'eau situé sur le territoire de la commune de Valencogne.

#### Lacs et étangs
Lac naturel des Préalpes françaises, le lac de Paladru, qui a donné son nom à la commune, est la principale étendue d'eau du territoire qui comprend également deux étangs situés près du village du Pin.
- l'étang du Moulin
- l'étang des Palles

### Climat
Pour des articles plus généraux, voir Climat d'Auvergne-Rhône-Alpes et Climat de l'Isère.
En 2010, le climat de la commune est de type climat des marges montargnardes, selon une étude du Centre national de la recherche scientifique s'appuyant sur une série de données couvrant la période 1971-2000. En 2020, Météo-France publie une typologie des climats de la France métropolitaine dans laquelle la commune est exposée à un climat de montagne ou de marges de montagne et est dans la région climatique Alpes du nord, caractérisée par une pluviométrie annuelle de 1 200 à 1 500 mm, irrégulièrement répartie en été.
Pour la période 1971-2000, la température annuelle moyenne est de 10,3 °C, avec une amplitude thermique annuelle de 17,5 °C. Le cumul annuel moyen de précipitations est de 1 187 mm, avec 10,7 jours de précipitations en janvier et 7,3 jours en juillet. Pour la période 1991-2020, la température moyenne annuelle observée sur la station météorologique de Météo-France la plus proche, « Pont-de-Beauvoisin », sur la commune du Pont-de-Beauvoisin à 11 km à vol d'oiseau, est de 11,8 °C et le cumul annuel moyen de précipitations est de 1 166,3 mm,. Pour l'avenir, les paramètres climatiques de la commune estimés pour 2050 selon différents scénarios d'émission de gaz à effet de serre sont consultables sur un site dédié publié par Météo-France en novembre 2022.

## Urbanisme

### Typologie
Villages du Lac de Paladru est une commune rurale, car elle fait partie des communes peu ou très peu denses, au sens de la grille communale de densité de l'Insee,,,. Elle est située hors unité urbaine.
Par ailleurs la commune fait partie de l'aire d'attraction de Grenoble, dont elle est une commune de la couronne. Cette aire, qui regroupe 204 communes, est catégorisée dans les aires de 700 000 habitants ou plus (hors Paris),.

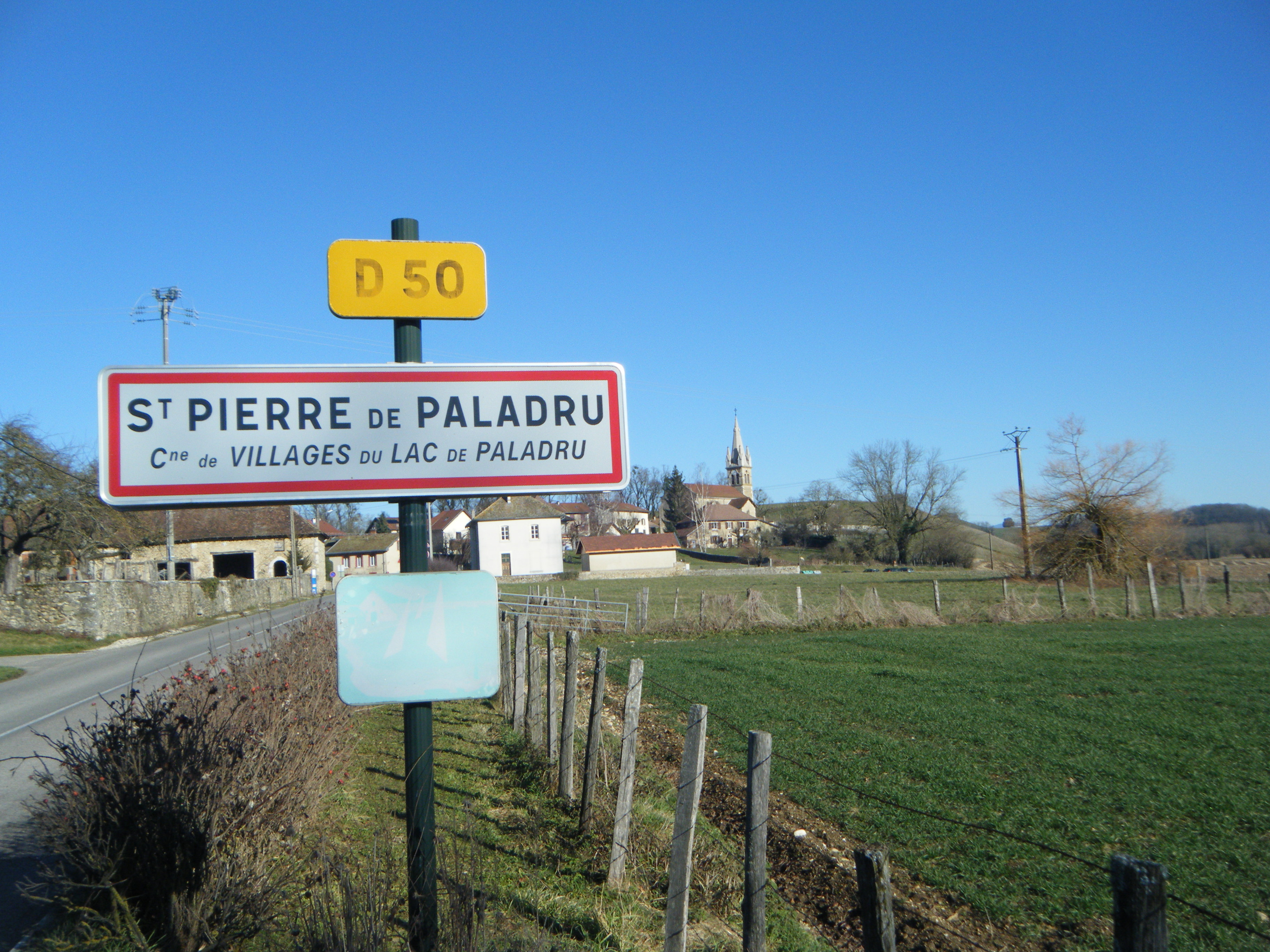
Entrée du hameau de Saint-Pierre de Paladru (avec l'indication du nom de la commune nouvelle

### Voies de communication et transports

#### Sentiers pédestres
Le chemin de Compostelle partant de la ville de Genève en Suisse recueille les pèlerins suisses et allemands se rendant à la ville espagnole et aboutit à la via Podiensis tout en se confondant, dans son parcours français avec le chemin de grande randonnée GR65 passe au nord-ouest et à l'ouest de la commune.
À la sortie du territoire de la commune de Valencogne, le sentier suit le chemin des crêtes des collines qui dominent le lac de Paladru, longe l'enceinte de l'ancienne chartreuse de la Sylve-Bénite puis se dirige vers Oyeu par le bois du Coquillard avant de rejoindre le territoire du Grand-Lemps.
|  | Parcours Chemin de Saint-Jacques-de-Compostelle / via Gebennensis + via Podiensis • Genève (Suisse) • Les Abrets - Le Pin - Le Grand-Lemps (Isère) • Le Puy-en-Velay (Haute-Loire) • Nasbinals (Lozère) • Conques (Aveyron) • Figeac (Lot) • Moissac (Tarn-et-Garonne) • Aire-sur-l'Adour (Landes) • Col de Roncevaux (Espagne) |

### Risques naturels et technologiques

#### Risques sismiques
L'ensemble du territoire de la commune de Villages du Lac de Paladru est situé en zone de sismicité no 3 (sur une échelle de 1 à 5), comme la plupart des communes du secteur géographique du lac de Paladru.
| Type de zone | Niveau            | Définitions (bâtiment à risque normal) |
| ------------ | ----------------- | -------------------------------------- |
| Zone 3       | Sismicité modérée | accélération = 1,1 m/s2                |

## Toponymie
Jean-Paul Bret, mairie de la commune du Pin justifie le choix du nom de la nouvelle commune dans son bulletin municipal de décembre 2016 en ces termes  : « ... Il est assez évident que ce sont les cinq communes constituant "le tour du Lac" qui devraient se regrouper pour amplifier cette cohérence et ces économies potentielles. Les communes de Montferrat et Bilieu poursuivent leur réflexion en ce sens, et cet objectif a guidé le choix du nom "Villages du Lac de Paladru". »
En ce qui concerne le terme de Paladru qui constitue le nom principal de la commune, il existe deux théories :
- soit le mot palud (écrit parfois palue) signifie « marais » en ancien français. Le terme Paladru rattaché au village du même nom se rapproche donc ce terme. Un marais, celui de La Verronière (classé espace naturel sensible), est situé au nord du lac sur le territoire de l'ancienne commune de Paladru[17] ;
- soit, selon l'historien dauphinois Nicolas Chorier, le terme Paladru pourrait se rapporter à la présence de chênes (« δρύς » drús en grec), sans qu'on sache à quelle source l'écrivain, décédé en 1692 à Grenoble, s'est réellement référé.

## Histoire
Au milieu du IXe siècle, ce secteur du val de Paladru appartient au « comté de Semorens » du nom d'un faubourg actuel de Voiron.
La commune nouvelle regroupe les communes de Paladru et du Pin, qui deviennent des communes déléguées, le 1er janvier 2017.
Son chef-lieu se situe à Paladru.

## Politique et administration

### Administration municipale
| Nom             | Code Insee | Intercommunalité      | Superficie (km2) | Population (dernière pop. légale) | Densité (hab./km2) |
| --------------- | ---------- | --------------------- | ---------------- | --------------------------------- | ------------------ |
| Paladru (siège) | 38292      | CA du Pays Voironnais | 11,64            | 1 154 (2014)                      | 99                 |
| Le Pin          | 38305      | CA du Pays Voironnais | 9,60             | 1 257 (2014)                      | 131                |

### Liste des maires
| Période         | Période                | Identité            | Étiquette | Qualité                                                                      |
| --------------- | ---------------------- | ------------------- | --------- | ---------------------------------------------------------------------------- |
| 15 janvier 2017 | 2 février 2018 (décès) | Gérard Seigle-Vatte | DVD       | Agriculteur retraité Président de l'Association des maires ruraux de l'Isère |
| 31 mars 2018    | En cours               | Denis Carron        |           |                                                                              |

## Population et société

### Démographie
L'évolution du nombre d'habitants est connue à travers les recensements de la population effectués dans la commune depuis sa création.

En 2022, la commune comptait 2 614 habitants, en évolution de +6,13 % par rapport à 2016 (Isère : +3,07 %, France hors Mayotte : +2,11 %).
| 2015  | 2016  | 2017  | 2018  | 2019  | 2022  |
| ----- | ----- | ----- | ----- | ----- | ----- |
| 2 436 | 2 463 | 2 485 | 2 507 | 2 528 | 2 614 |

### Enseignement
La commune est rattachée à l'académie de Grenoble.

### Équipement
Un bureau de poste se trouve au Pin et une agence postale est située à Paladru (près du lac).

### Médias
Historiquement, le quotidien à grand tirage Le Dauphiné libéré consacre, chaque jour, y compris le dimanche, dans son édition du Voironnais à la Chartreuse, un ou plusieurs articles à l'actualité du village, du canton, de la communauté de communes et de ses environs, ainsi que des informations sur les éventuelles manifestations locales, les travaux routiers, et autres événements divers à caractère local.
La commune est située sur l'aire de diffusion de radio Ici Isère, une radio publique qui émet sur tout le territoire du département de l'Isère.

## Économie
La présence du lac avec sa plage municipale (surveillée et payante en été) est un atout touristique pour la commune car elle attire de nombreuses familles en villégiatures dans les restaurants ainsi que les hôtels et les gîtes ruraux de la commune. Le site permet également de nombreuses activités payantes (voile, aviron).

## Culture locale et patrimoine

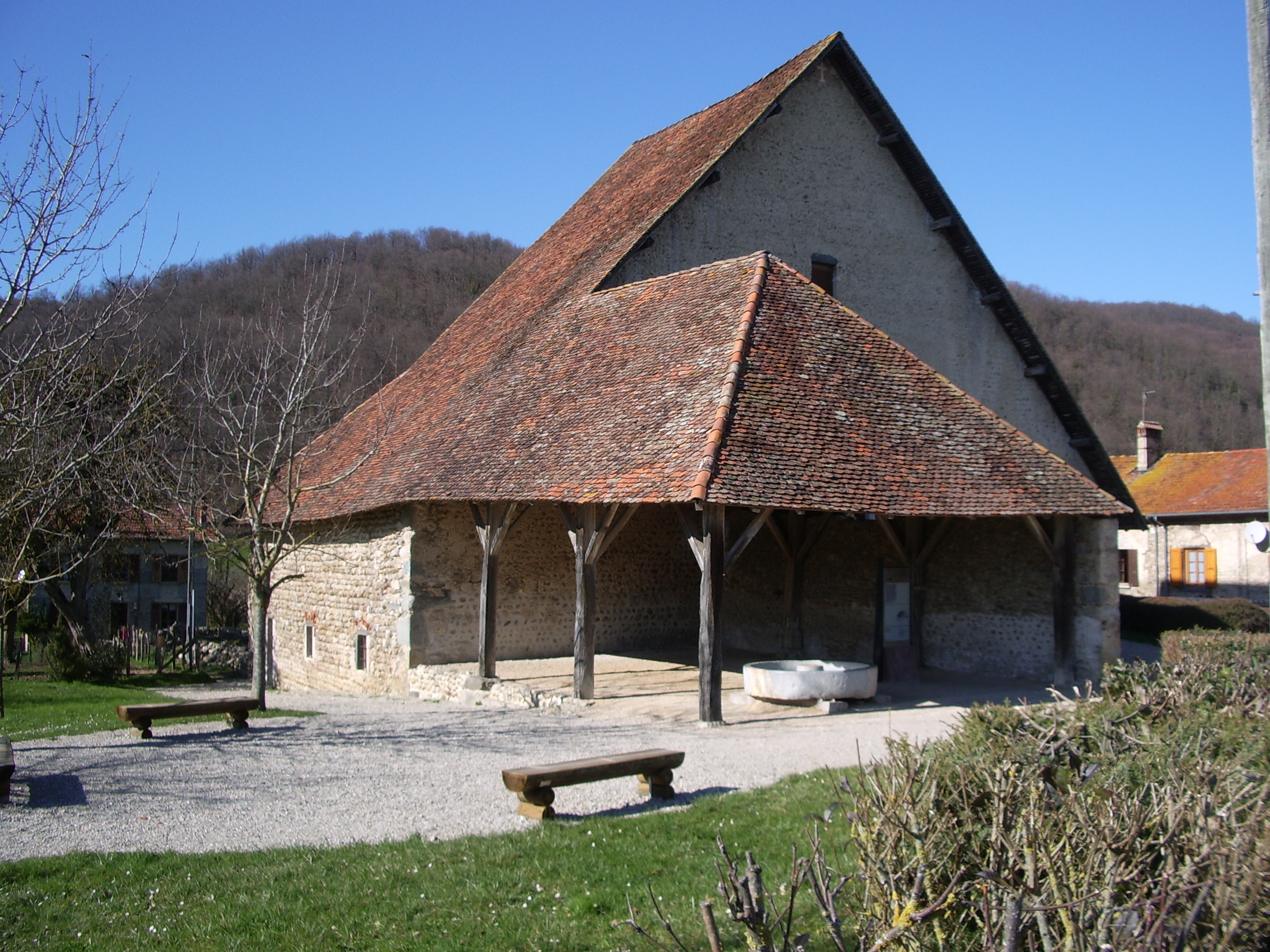
La grange dimière de la chartreuse de la Sylve-Bénite

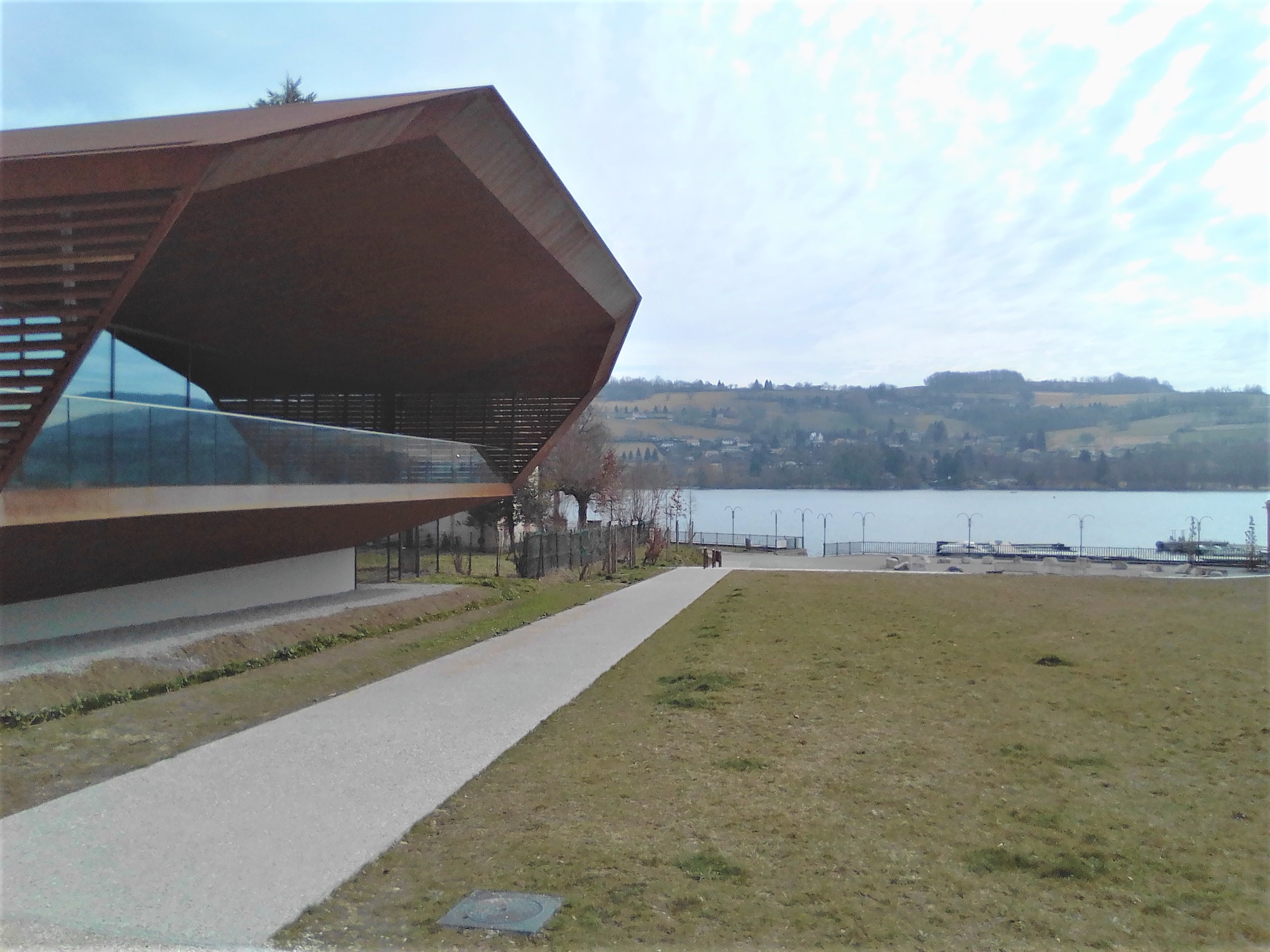
Terrasse arrière du musée face au lac de Paladru

### Lieux et monuments
- Église Saint-Michel de Villages du Lac de Paladru.
- Église Saint-Pierre de Saint-Pierre-de-Paladru.
- Chapelle Notre-Dame des Trois-Croix

- Grange dimiere (Chartreuse de la Sylve-Bénite)

Le site de la chartreuse de la Sylve-Bénite (maison haute et maison basse ou correrie), situé à l'ouest du territoire (ancienne commune du Pin), correspond à un ancien monastère médiéval de l'ordre des Chartreux qui a été fondé en 1116 en Dauphiné de Viennois. Cet ensemble monastique comprend également une grange dîmière datant de 1549 et reconstruite en 1655.
Cette grange a fait l'objet d'une inscription partielle au titre des monuments historiques par arrêté du 9 juin 1987.

### Patrimoine culturel
Le musée archéologique du lac de Paladru (MALP) est un musée situé sur le territoire de la nouvelle commune, à proximité immédiate du lac du même nom, dans le département français de l'Isère en région Auvergne-Rhône-Alpes.
La création du musée actuel, remplaçant un ancien établissement situé à Charavines, a été lancée à l'initiative de la communauté d'agglomération du Pays voironnais et son ouverture officielle au public a eu lieu le 7 juin 2022. Entouré d'un parc arboré, d'un parking et évoquant la forme d'une pirogue renversée qui recouvre l'ensemble des salles, le musée dispose d'une grande terrasse servant de belvédère permettant de découvrir le lac de Paladru. Face aux larges baies vitrées, une table interactive retrace l’évolution de l’environnement des périodes glaciaires jusqu’à aujourd’hui.

### Héraldique
|  | Villages du Lac de Paladru possède des armoiries dont l'origine et le blasonnement exact ne sont pas disponibles. |